# Сухарева, Ольга Анатольевна
О́льга Анато́льевна Су́харева (род. 4 июня 1987, Славгород, СССР) — российская актриса театра и кино.

## Биография
Ольга Сухарева родилась 4 июня 1987 года в городе Славгороде Алтайского края.
В 1991 году, в возрасте четырёх лет, вместе с матерью переехала в Одессу, училась в средней школе с углублённым изучением немецкого языка № 90, в музыкальной школе по классу фортепиано, в школе искусств. Играла в спектаклях русского и украинского драматических театров, театра музыкальной комедии, «Театра-студии Арт-терапии» при Центре реабилитации детей-инвалидов.
В 2004 году окончила школу и отправилась в Москву осуществлять свою детскую мечту — поступить в Школу-студию МХАТ. Курс набирал Алексей Гуськов, и Сухаревой не удалось пройти отборочный тур. До следующего лета она работала в модельном бизнесе, продолжая подготовку ко второй попытке.
В июне 2005 года Сухарева поступила на актёрский факультет Школы-студии МХАТ (руководитель курса — Константин Райкин). Во время учёбы на третьем и четвёртом курсах принимала участие в совместных проектах Театрального центра «На Страстном» и Школы-студии МХАТ «Горе от ума» по одноимённой комедии А. С. Грибоедова режиссёра Виктора Рыжакова и «Стравинский. Игры» режиссёра-хореографа Аллы Сигаловой. В 2008 году за хореографический спектакль «Стравинский. Игры» Сигалова и все студенты третьего актёрского курса получили гран-при IV Московского международного фестиваля студенческих и постдипломных спектаклей «Твой шанс» и театрального конкурса XXVIII Международного студенческого фестиваля ВГИК. Школа-студия МХАТ получила право от Союза театральных деятелей Российской Федерации (СТД РФ) играть свой спектакль на сцене Театрального центра «На Страстном» весь следующий сезон и один миллион рублей для поездки во Францию, чтобы принять участие со спектаклем «Стравинский. Игры» в офф-программе Авиньонского театрального фестиваля.
После окончания Школы-студии МХАТ в 2009 году Ольга Сухарева была принята в труппу Театра имени Моссовета, где играла роль Веры Петровны в спектакле «Дядя Ваня» по одноимённой пьесе А. П. Чехова в постановке Андрея Кончаловского.
В 2009 году дебютировала в художественном фильме «Любовь до востребования» режиссёра Артёма Насыбулина, где снялась в главной роли воспитанницы школы-интерната для детей-сирот Тани Агашковой.

### Личная жизнь
Муж — Андрей Гуркин, кинооператор. Сыновья Марк (род. 2013), Мирон (род. 2018), Макар (род. 2021).

## Творчество

### Роли в театре

#### Учебный театрШколы-студии МХАТ
- 2008—2009 — «Будущие лётчики», класс-концерт студентов третьего актёрского курса под руководством Константина Райкина — фантастическая ситуация «мечта»[11][12]

#### Театральный центр «На Страстном»(Москва)
- 2008—2009 — «Горе от ума» по одноимённой комедии А. С. Грибоедова (режиссёр — Виктор Рыжаков; совместный проект Театрального центра «На Страстном» и Школы-студии МХАТ, в котором были заняты студенты третьего и затем четвёртого курсов актёрского факультета Школы-студии МХАТ под руководством Константина Райкина) — Софья Павловна Фамусова
- 2008—2009 — «Стравинский. Игры», хореографический спектакль, основанный на музыкальных темах из танцевальной кантаты «Свадебка» и балета «Весна священная» русского композитора Игоря Стравинского (режиссёр-хореограф — Алла Сигалова; совместный проект Театрального центра «На Страстном» и Школы-студии МХАТ, в котором были заняты студенты третьего и затем четвёртого курсов актёрского факультета Школы-студии МХАТ под руководством Константина Райкина)

#### Театр имени Моссовета
- 2009 — «Дядя Ваня» по одноимённой пьесе А. П. Чехова (режиссёр — Андрей Кончаловский) — Вера Петровна
- 2010 — «Я, бабушка, Илико и Илларион» по одноимённому роману Нодара Думбадзе (режиссёр — Марина Брусникина) — девушка

#### Совместный продюсерский проектфестиваля «Любимовка»и журнала «Афиша»
- «Боги пали, и нет больше спасения» по пьесе Сельмы Димитриевич (режиссёр — Виктор Рыжаков) — дочь[13]

### Фильмография

#### Роли в кино
- 2009 — Любовь до востребования — Таня Агашкова, воспитанница школы-интерната для детей-сирот (главная роль)
- 2011 — Только ты — Снегурочка
- 2011 — Обет молчания — Ирочка
- 2011 — Проездной билет — Светлана
- 2011 — Новое платье Королёвой — Люся Королёва (главная роль)
- 2012 — Золотые ножницы — Лиза Синюхина, студентка института МВД, проходящая практику в отделении полиции (главная роль)
- 2014 — Любовь и Роман — Оксана, подруга Любови
- 2015 — Жена по совместительству — Нина (главная роль)
- 2024 — Тур с Иванушками — Инна

#### Роли в телесериалах
- 2010 — Однажды в милиции (серия № 19 «День поэзии») —
- 2010 — Гаражи (серия № 14 «Судьба иронии») — Настя
- 2010 — «Алиби» на двоих (фильм № 12 «Близкие люди») — Маша Калужских
- 2011 — Каменская 6 (фильм № 2 «Простая комбинация») — Людмила Алексеевна Смирнова (Мила), учитель физики и математики в школе Реченска
- 2011 — Случайный свидетель — Ольга, дочь Волгина
- 2011 — Лучший друг семьи — Ангелина Зеленова (в молодости)
- 2011 — Поцелуй судьбы — Дина
- 2012 — Уральская кружевница — Алёна Морозова, кружевница (главная роль)
- 2013 — Повороты судьбы — Людмила Карасёва
- 2014 — Московская борзая — Марина, администратор конкурса красоты
- 2014 — Медвежья хватка — Вера, хозяйка салона красоты
- 2014 — Чудотворец — Виктория, секретарь
- 2015 — Идеальная жертва — Надежда (главная роль)
- 2015 — Королева красоты — Жанна, манекенщица
- 2015 — Затмение — Марьяна Богданова (главная роль)
- 2016 — Анна-детективъ (фильм № 21 «Шальная пуля») — Полина Воеводина
- 2019 — Гадалка — Сенцова, дочь Михаила Игнатьевича Бахтина

#### Озвучивание
- 2011 — Лучший друг семьи — Ангелина Зеленова (в наши дни)

## Признание и награды
- 2004 — почётный титул «Мисс зрительских симпатий» на конкурсе красоты «Мисс Одесса»[1].
- 2008 — гран-при IV Московского международного фестиваля студенческих и постдипломных спектаклей «Твой шанс» (в числе студентов третьего курса актёрского факультета Школы-студии МХАТ под руководством Константина Райкина) — за участие в хореографическом спектакле «Стравинский. Игры», основанном на музыкальных темах из произведений русского композитора Игоря Стравинского, в постановке хореографа Аллы Сигаловой (совместный проект Театрального центра «На Страстном» и Школы-студии МХАТ)[2][3][6][7].
- 2008 — гран-при театрального конкурса XXVIII Международного студенческого фестиваля ВГИК (в числе студентов третьего курса актёрского факультета Школы-студии МХАТ под руководством Константина Райкина) — за участие в хореографическом спектакле «Стравинский. Игры», основанном на музыкальных темах из произведений русского композитора Игоря Стравинского, в постановке хореографа Аллы Сигаловой (совместный проект Театрального центра «На Страстном» и Школы-студии МХАТ)[4][5].